# Jokkmokks distrikt
Jokkmokks distrikt är ett distrikt i Jokkmokks kommun och Norrbottens län. Distriktet ligger omkring Jokkmokk i norra Lappland och gränsar till Norge.

## Tidigare administrativ tillhörighet
Distriktet inrättades 2016 och utgörs av en del av Jokkmokks socken i Jokkmokks kommun.
Området motsvarar den omfattning Jokkmokks församling hade vid årsskiftet 1999/2000 och som den fick 1962 efter utbrytningar.

## Tätorter och småorter
I Jokkmokks distrikt finns en tätort men inga småorter.

### Tätorter
- Jokkmokk